# Дуб-патріарх
Дуб-патріарх — ботанічна пам'ятка природи місцевого значення, розташована на території Немирівського району Вінницької області (Бондурівська сільська рада, Немирівське лісництво кв. 45 діл. 1). Оголошене відповідно до Розпорядження Вінницького облвиконкому № 335 від 22.06.72 та № 371 від 29.08.84.
Охороняється окреме дерево дуба звичайного віком понад 300 років висотою 20 м та діаметром стовбура 120 см.
У червні 2020 року стало відомо, що дерево завалилось.

## Фото зруйнованого дерева

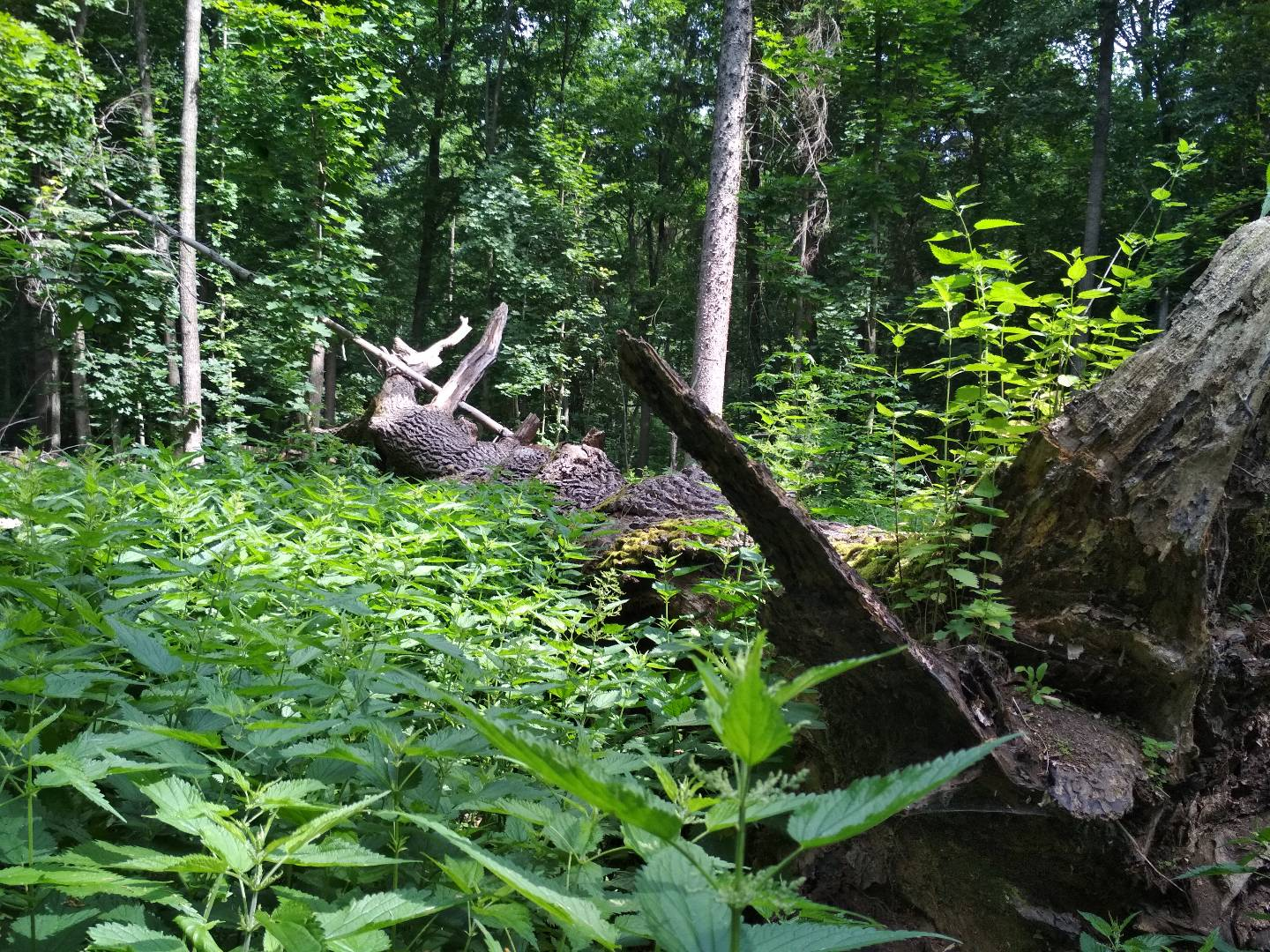
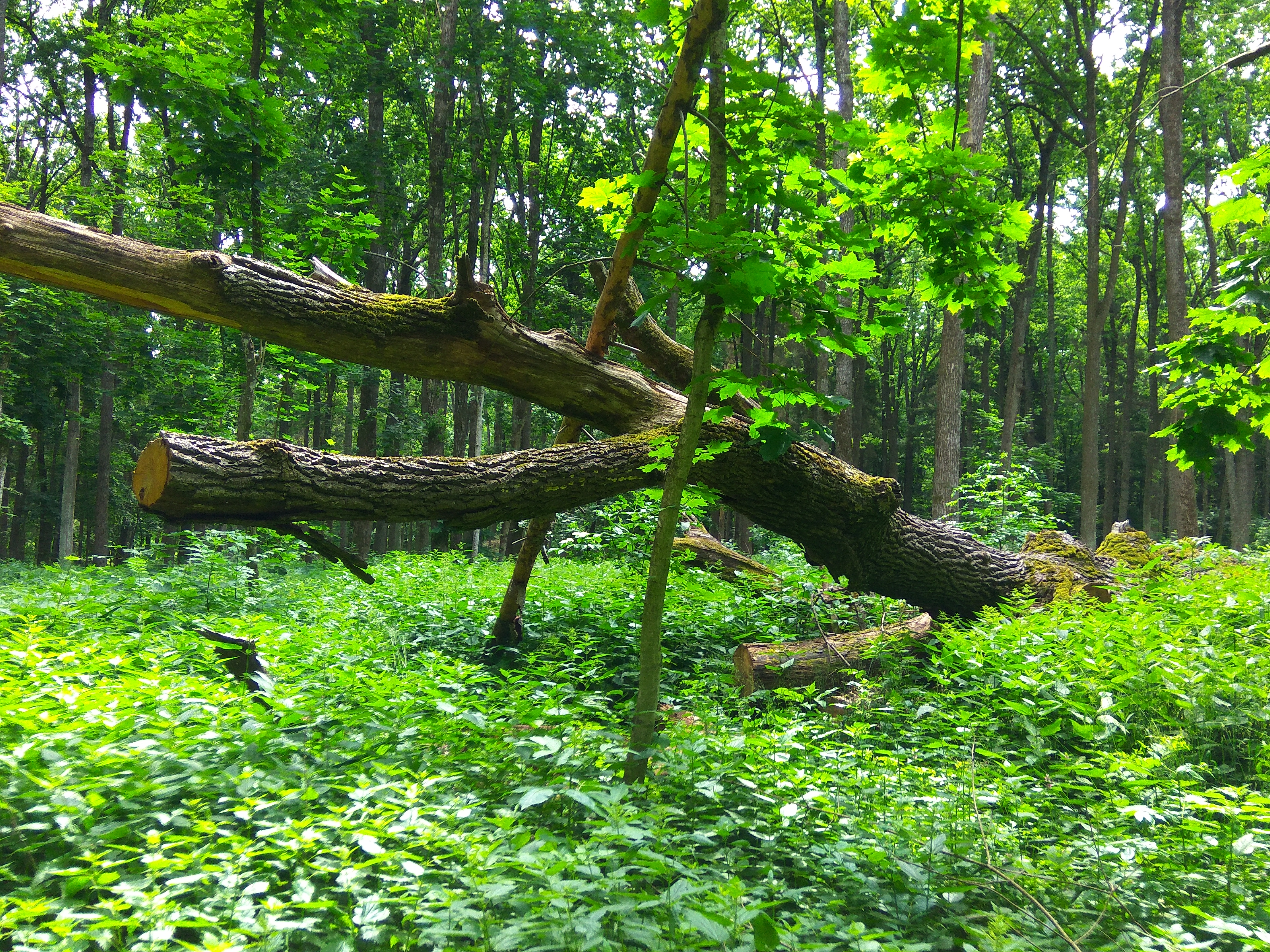
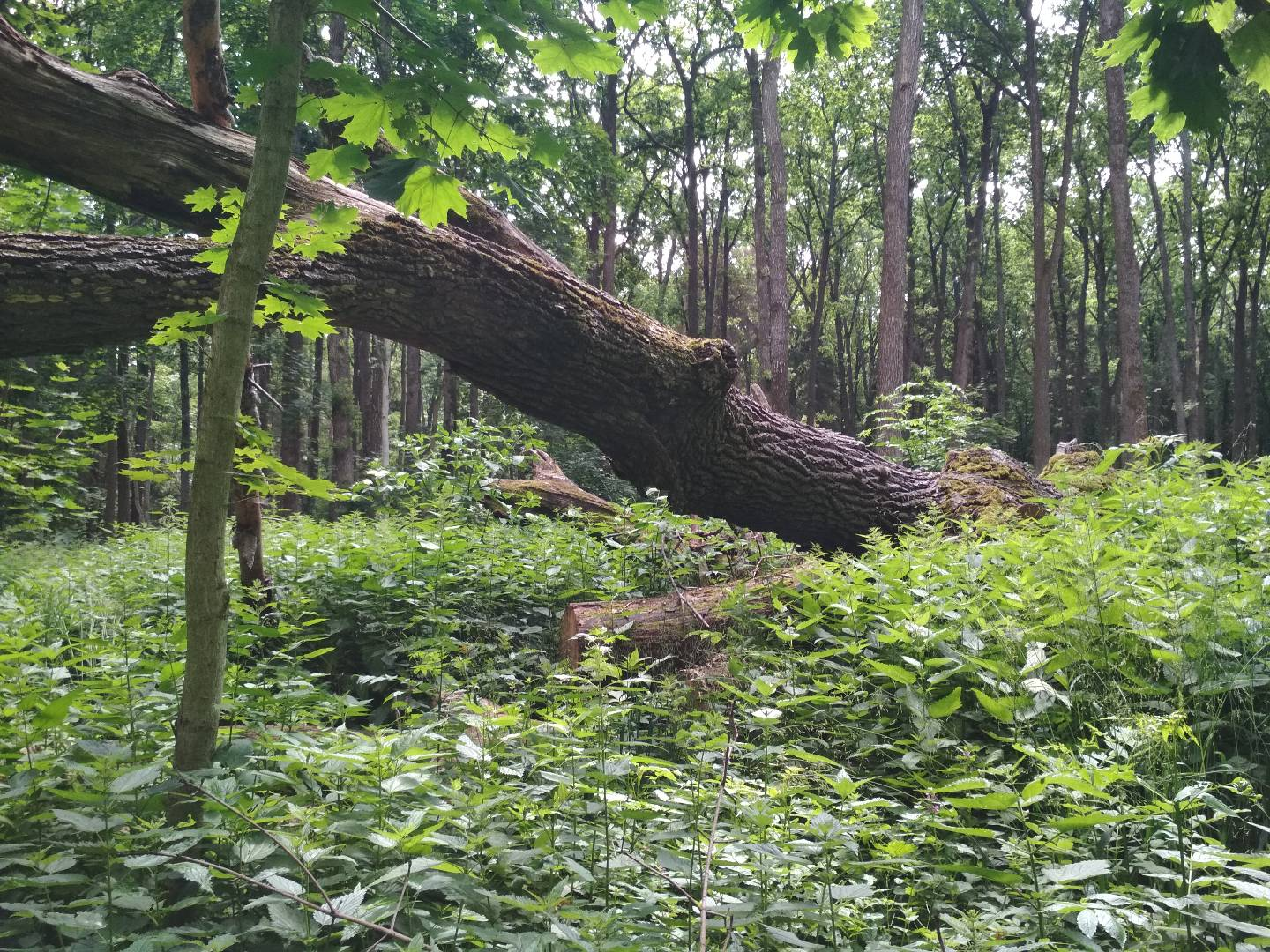
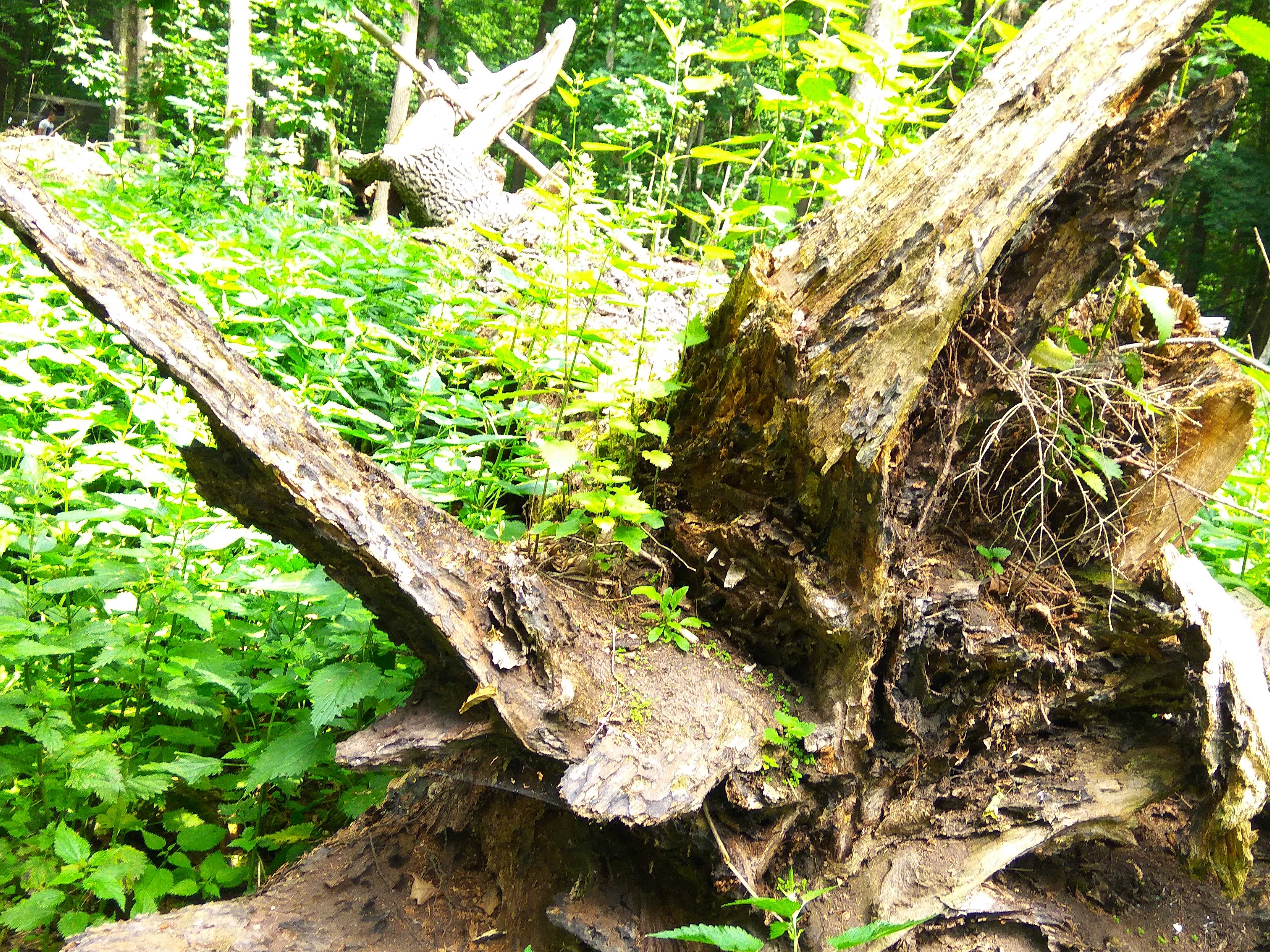
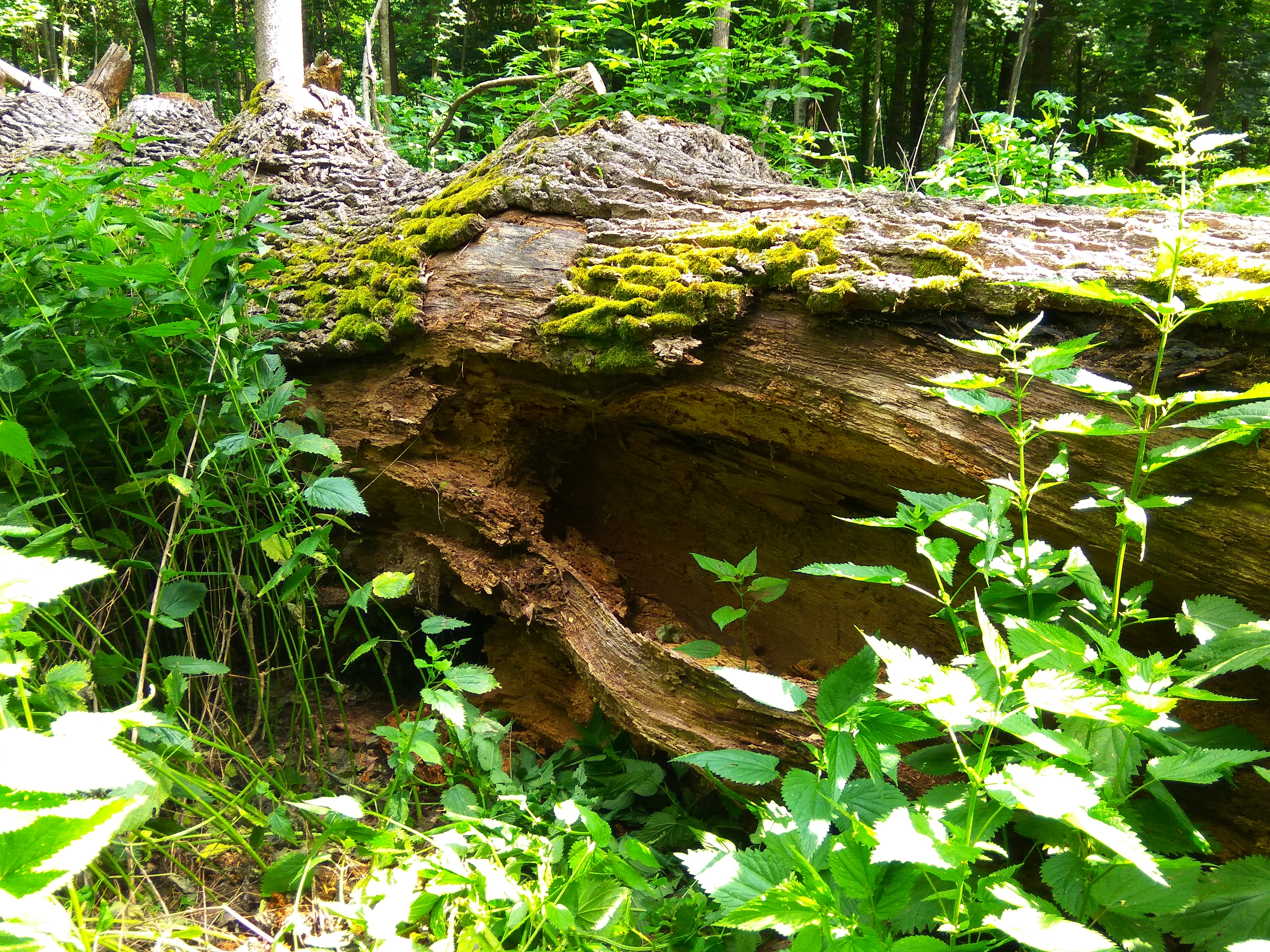